# جولیان اسوالد
جولیان اسوالد (انگلیسی: Julian Oswald; ۱۱ اوت ۱۹۳۳ – ۱۹ ژوئیهٔ ۲۰۱۱) افسر ارشد نیروی دریایی پادشاهی بریتانیا بود. پس از آموزش به عنوان متخصص توپخانه، فرماندهی یک ناوچه و سپس یک ناوشکن را بر عهده داشت و سپس به فرماندهی بالاتری در نیروی دریایی رسید. او در اوایل دهه ۱۹۹۰ به عنوان لرد اول دریا و رئیس ستاد نیروی دریایی خدمت کرد. در این سمت، او به دولت بریتانیا در مورد کاهش اندازه ناوگان تحت برنامه بازسازی «گزینه‌هایی برای تغییر» و در مورد استقرار پشتیبانی دریایی برای جنگ خلیج فارس در سال ۱۹۹۱ مشاوره داد: او همچنین تصمیم گرفت که اعضای سرویس نیروی دریایی سلطنتی زنان اجازه خدمت در کشتی‌های نیروی دریایی سلطنتی را داشته باشند.